# Trichiocercus melanotricha
Trichiocercus melanotricha är en fjärilsart som beskrevs av Embrik Strand 1925. Trichiocercus melanotricha ingår i släktet Trichiocercus och familjen tandspinnare. Inga underarter finns listade i Catalogue of Life.